# جون جورج مايلز
جون جورج مايلز (بالإنجليزية: John George Miles)‏ هو فلاح وسياسي نيوزلندي، ولد في 17 يناير 1838 في إزلنغتون في المملكة المتحدة، وتوفي في 20 ديسمبر 1884. انتخب عضو مجلس النواب النيوزيلندي.